# Ікта
Іктá (араб. إقطاع, дос. «наділ») — форма перерозподілу земельної ренти на мусульманському Сході за часів середньовіччя, а також умовне земельне володіння, подібне до західноєвропейського бенефіція та феода.
Протилежністю ікта є мульк — безумовне землеволодіння.
Відома з часів пророка Мухаммада. Отримувач ікта - мукта - спочатку набував право збирати податок (харадж) та інші збори з громадських або ж державних земель, наданих йому в користування. За це він був зобов'язаний сплачувати певний внесок (ушр) до громадської (державної) скарбниці. З часів Аббасидів мукта був зобов'язаний нести військову службу. За доби Сельджуків ікта стала спадковою, а великі мукта отримали можливість наділяти ікта своїх власних васалів - що сприяло формуванню феодальної ієрархії.
З XIII ст. термін ікта поступово витискають інші - суюргал, туюл, тімар, зеамет - з тим самим значенням.